# Saakje Huisman
Saakje Huisman, geboren als Saakje Venema (Goutum, 4 maart 1951 - Grouw, 21 november 2001) was een Nederlandse schrijfster, die in het Fries publiceerde.

## Leven
Saakje Huisman werd geboren op een boerderij te Goutum, waar ze, evenals haar oudere tweelingzus de schrijfster Doete Venema, ook haar jeugd doorbracht. Na in Leeuwarden de Mulo te hebben bezocht werd ze in diezelfde stad leerling-verpleegster. Ze trouwde in 1971 en kreeg twee kinderen. Toen die nog klein waren behaalde ze een onderwijsbevoegdheid in het Fries. Ze gaf cursussen in die taal aan de Afûk. In 1991 werd ze museum-assistente bij het Frysk Letterkundich Museum en Dokumitaasjesintrum (FMLD) in Leeuwarden. In 1997 werd, een week nadat ze voor de derde keer de Elfstedentocht had uitgereden, bij haar borstkanker geconstateerd. Aan de gevolgen daarvan is ze in november 2001 overleden.

## Werk
Op haar zestiende begon Huisman Nederlandstalige gedichten te schrijven. Daarvan is niets bewaard gebleven: in een vraaggesprek in 1998 vertelde ze daarover dat ze die allemaal had verbrand. Ook haar Friestalige gedichten echter publiceerde ze bijna niet. Het waren persoonlijke verzen, vaak in de herfst geschreven, waarin ze uiting gaf aan onderwerpen die haar dwars zaten. Enkele van haar Friese gedichten zijn verschenen in het tweetalige tijdschrift Vogelaar. Andere werden afgedrukt in De Lyrische Courant, de Skriuwerskalinder en (postuum) in de verzamelbundel Leave deade.
Haar eerste verhaal, waarmee ze in een lokale literaire prijsvraag een eerste prijs won, werd gepubliceerd in het literaire tijdschrift Absint, waarin later ook andere verhalen van haar hand werden opgenomen. Tevens verschenen haar verhalen in Frysk & Frij en, van 1996 tot 1997, in het Friesch Dagblad. Ook in de bundels Skroei (1987), Broei (1991) en It Nachtboek (1992) werden verhalen van Huisman gepubliceerd.
Huismans debuut in boekvorm was de verhalenbundel Sûnder hûd (1998). Dit boek bevat zowel reeds eerder gepubliceerde verhalen als nieuw werk. Het is verdeeld in drie stukken, met de titels Libje - Op 'e râne - Fan it bestean ("Leven - Op de rand - Van het bestaan"), die bij elkaar genomen tevens als motto voor het gehele boek kunnen worden opgevat. Het eerste verhaal uit de bundel, Bestean, is autobiografisch. Huisman vertelt hierin op een bijna afstandelijke, maar ook humorvolle en realistische wijze over de wederwaardigheden van een vrouw met borstkanker. De andere verhalen handelen veelal over personages, vaak vrouwen, die afwijken van het gewone.
In 2000 verscheen Huismans enige roman, Losse hannen. Daarin worden de centrale figuren gevormd door twee vrouwen: het pubermeisje Tessa, dat worstelt met allerlei problemen, en een vrouw genaamd Sjerda, die een lichaam heeft dat geheel is bedekt met een dun laagje haar. In het boek wordt veel aandacht geschonken aan de psychologische ontwikkeling van de beide hoofdpersonen en door critici werden met name de levendige dialogen geprezen.

## Publicaties
- 1987: een verhaal in Skroei (verhalenbundel)
- 1991: een verhaal in Broei (verhalenbundel)
- 1992: een verhaal in It Nachtboek (verhalenbundel)
- 1998: Sûnder hûd (verhalenbundel)
- 2000: Losse hannen (roman)
- 2003: gedicht in Leave deade